# Studebaker President

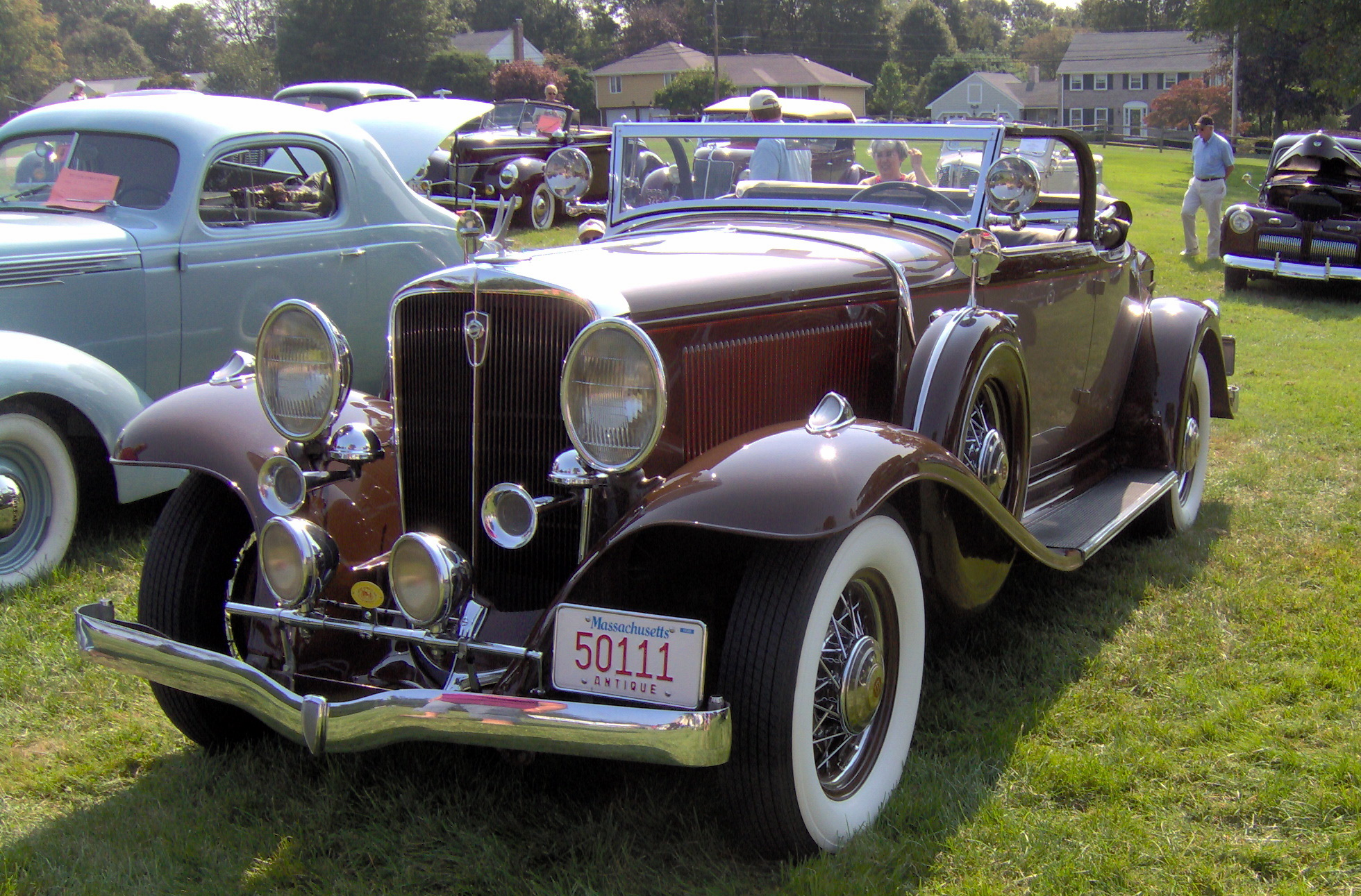
Studebaker President Four-Seasons-Roadster (1931)

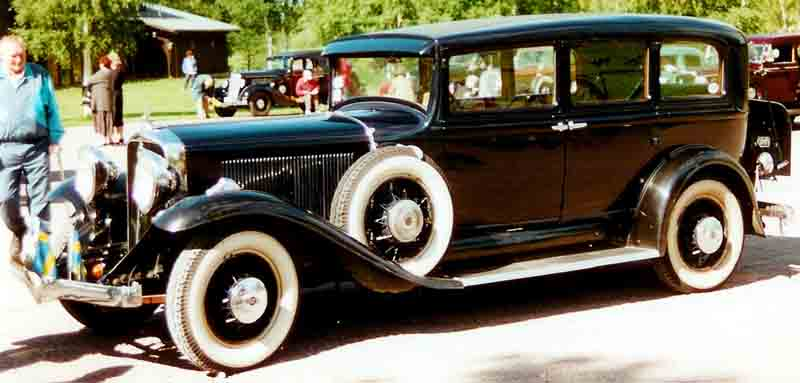
Studebaker President Series 90X Eight Limousine 7 Sitze (1931)

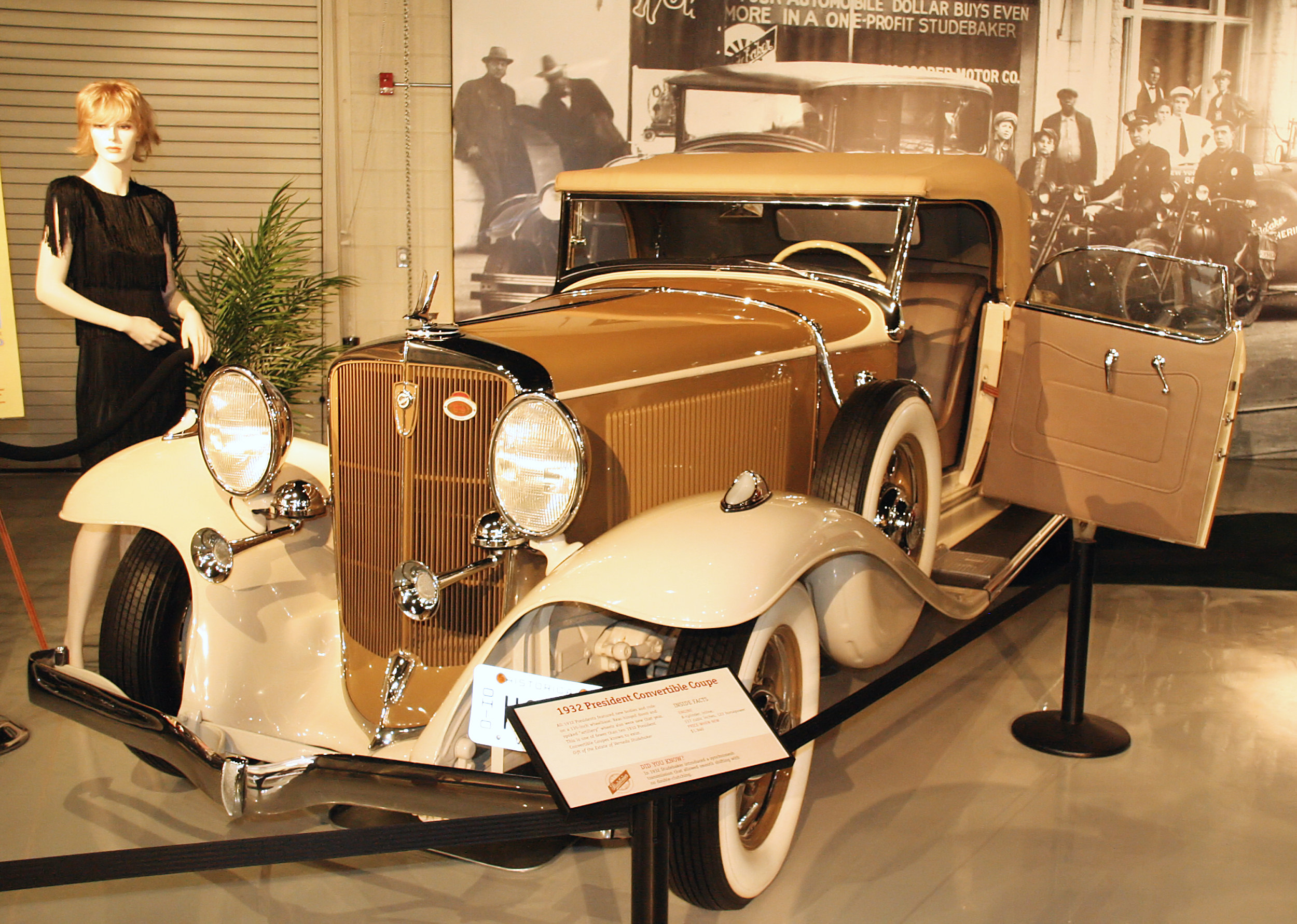
Studebaker President Cabriolet (1932) in der Sammlung des Studebaker National Museum

Der Studebaker President war das luxuriöseste Automobil, das die Studebaker Corporation in South Bend (Indiana) in den Jahren 1927 bis 1942 herstellte. Nach dem Zweiten Weltkrieg wurde der Name nochmals für eine Modellreihe verwendet, die von 1955 bis 1958 gefertigt wurde.

## Baureihen

### 1927–1933
Vor 1927 war der Studebaker Big Six das größte Modell der Firma. Der erste Studebaker mit dem Namen President wurde am 23. Juli 1926 vorgestellt und wird firmenintern als Modell ES bezeichnet. Albert R. Erskine, der Präsident von Studebaker, unterstützte die Entwicklung dieses Modells nach Kräften; er wollte es zum luxuriösesten Automodell auf Amerikas Straßen machen. President-Modelle der Modelljahre 1928 bis 1933 stellten Geschwindigkeitsrekorde auf, von denen einige zehn Jahre oder länger Bestand hatten. 1932 führte Studebaker die „Ovaloid“-Scheinwerfer ein, die mit ihrer ovalen Form die Erkennung des President und anderer Luxusautomobile von Studebaker einfach machten. Die Studebaker President dieser Zeit wurden als gleichwertig mit den Produkten der Exklusivmarken, wie Cadillac, Packard und Chrysler Imperial betrachtet. 1933 musste Studebaker Vergleich anmelden, und so ging die Ära der großen, eindrucksvollen President-Modelle schnell zu Ende.

### 1934–1942
Im Jahre 1934 überarbeitete Studebaker seine Modellpalette und seine einzelnen Modelle. Die Firma brachte eine neue Karosserie heraus, die Land Cruiser, die auf den Fahrgestellen der Modelle Dictator, Commander und President montiert werden konnten. Die Land-Cruiser-Modelle kann man leicht an ihrer extremen Stromlinienform, ihrem unüblichen, vierteiligen Rückfenster und an ihren bis nach unten gezogenen Kofferraum- und Kotflügelverkleidungen erkennen. Die neuen President-Modelle waren kleiner und weniger eindrucksvoll als ihre Vorgänger, aber immer noch schöne Automobile.
1935 bot Studebaker bei den Modellen President und Commander Stahlschiebedächer als Sonderausstattung an, wie sie noch an heutigen Fahrzeugen in Gebrauch sind. Ebenso 1936 hatten alle Studebaker das „Planar“-Radaufhängungssystem und als Sonderausstattung den selbsttätigen Anlasser „Startix“. Nach 1937 gefertigte Autos zeigen auch den Einfluss des Industriedesigners Raymond Loewy, der als Stylingberater für Studebaker arbeitete.
1937 wurde der „Hill Holder“, ein System, das das Zurückrollen des Fahrzeuges beim Anfahren am Berg verhinderte, beim President Grundausstattung; 1938 bot die Firma gar ein „Miracle Shift“ – Fernschaltgetriebe an, dessen Bedienhebel am Armaturenbrett saß. Letzteres Detail wurde ab 1939 nicht mehr geliefert, als der Schalthebel an die Lenksäule wanderte.
1941 bekam der President einen anderen Aufbau, eine viertürige Limousine mit vorne angeschlagenen Türen, im Gegensatz zu den bis dahin hinten angeschlagenen „Selbstmördertüren“. Alle President-Fahrzeuge mit dieser Karosserie wurden als Skyway President bezeichnet. Man erkennt sie am leichtesten an ihren verdeckten Trittbrettern und den fehlenden Dreiecksfenstern hinten. Diese Aufbauart wurde auch im (wegen des Krieges verkürzten) Modelljahr 1942 geliefert. Danach wurde die Fertigung des President eingestellt. Die Bezeichnung Skyway wurde aber später für die verkürzten Studebaker Champion des Modelljahrs 1946 wieder verwendet.

### 1955–1958

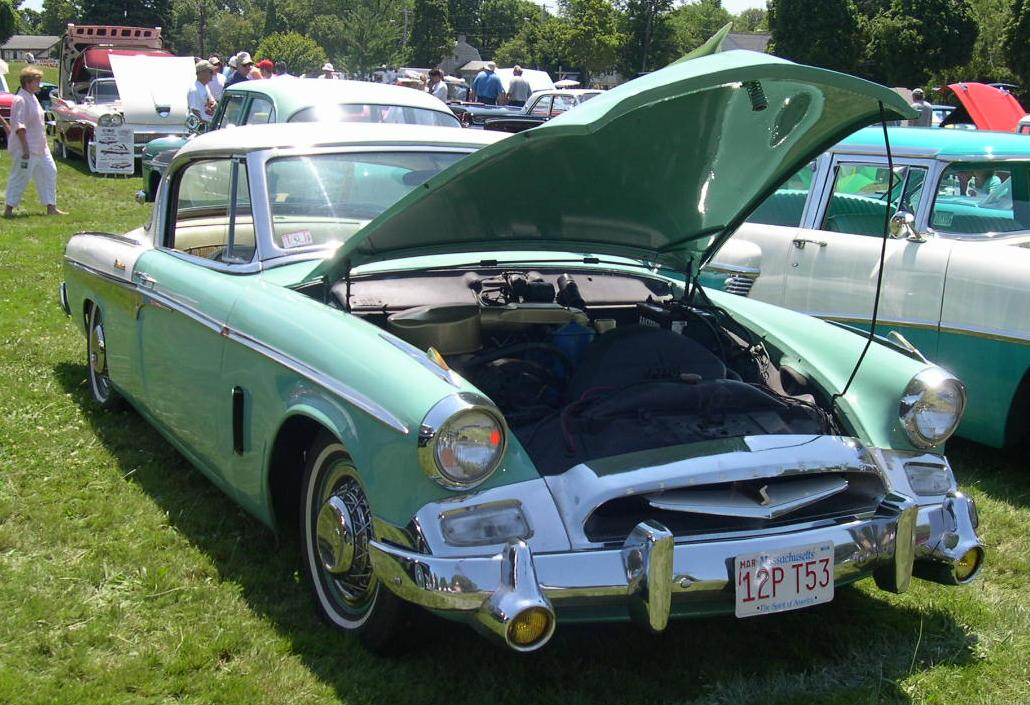
Studebaker President (1955)

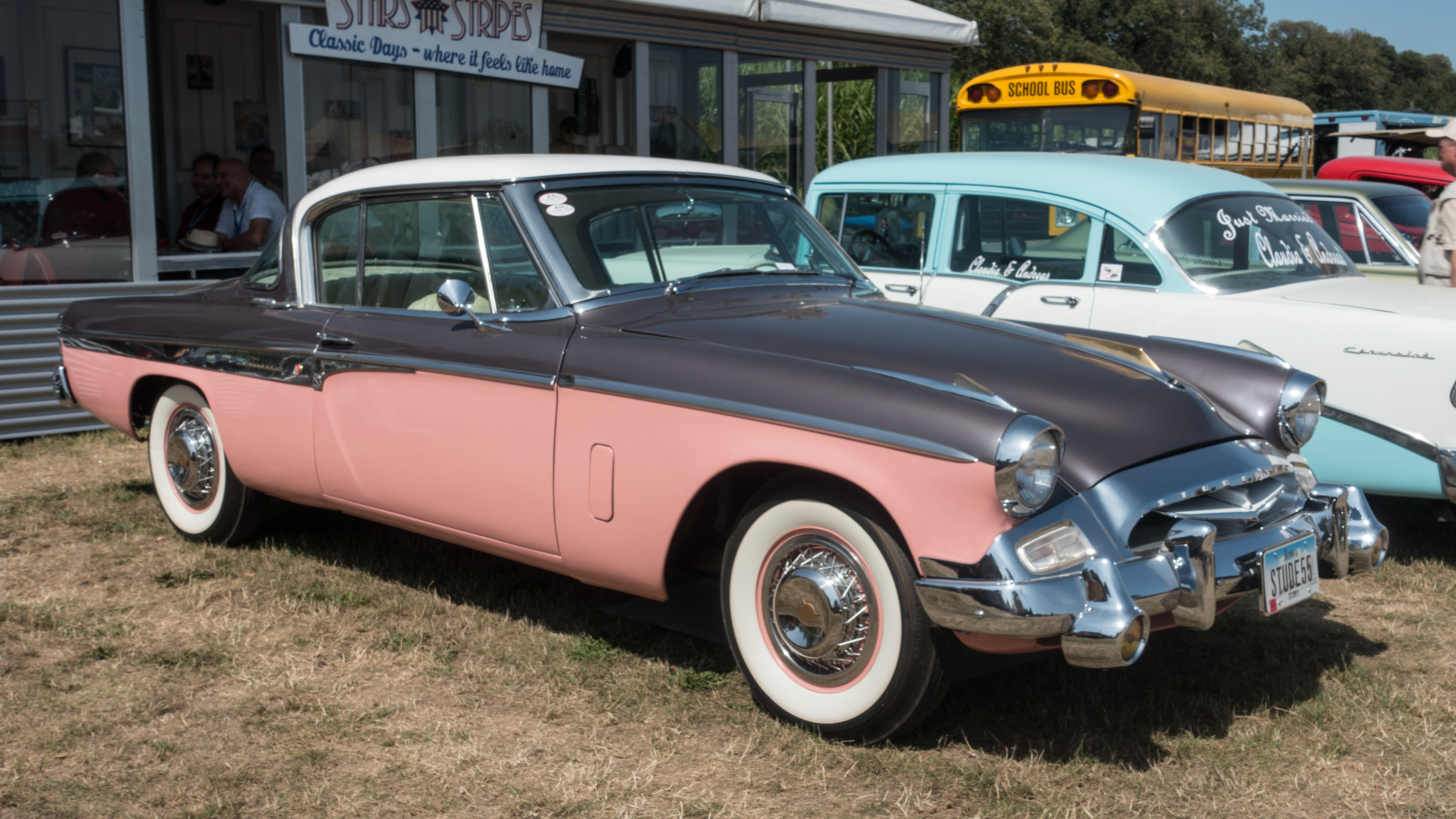
Studebaker President Speedster (1955)

Studebaker führte den Namen President 1955 wieder für alle luxuriös ausgestatteten Modelle ein.  Der Studebaker Speedster wurde nur 1955 gefertigt.
Der Speedster, ein Modell der neuen President-Serie, basierte auf dem President Hardtop Coupé. 1955 überarbeitete die Firma ihre Modelle grundlegend und baute einen größeren vorderen Stoßfänger und einen markanten Kühlergrill ein, um mit den Autos anderer amerikanischer Marken dieser Zeit Schritt zu halten. Der Speedster erhielt auch eine Zwei- oder Dreifarbenlackierung, eine besondere Lederausstattung, Radkappen im Speichenraddesign und ein geändertes Armaturenbrett mit Tachometer und kompletter Instrumentierung. Studebaker fertigte im 1955er-Modelljahr 2215 Speedster-Modelle.
Von diesem Studebaker President wurde auch das 1957 gebaute Packard-Modell Clipper und sein Nachfolger von 1958 abgeleitet, die auf Grund ihrer Ähnlichkeit zu den Studebaker den Spitznamen „Packardbaker“ erhielten.
Im Jahre 1958, als sich Studebaker auf das kompakte Modell Lark konzentrierte, verschwand der Name President endgültig.

## Klassikerstatus
Der Classic Car Club of America gesteht den 38.403 Studebaker President, die 1928 (nur Achtzylinder FA- und FB-Modelle) und von 1929 bis 1933 hergestellt wurden, den vollen Klassikerstatus („Full Classic“) zu.